# John Dickson Carr
John Dickson Carr (Uniontown, 1906. november 30. – Greenville, 1977. február 27.) amerikai detektívregény-író, aki a Carter Dickson, Carr Dickson és Roger Fairbairn álneveken is publikált.
Néhány évig Angliában élt, és gyakran a "brit stílusú" krimiírók közé sorolják. A legtöbb (bár nem mindegyik) regényének helyszíne angol, különösen vidéki falvak és birtokok, valamint angolok voltak a szereplői. Két legismertebb fiktív detektívje (Dr. Gideon Fell és Sir Henry Merrivale) is angol volt.
Carr-t általában az úgynevezett "aranykori" krimik egyik legnagyobb írójaként tartják számon; összetett, cselekményvezérelt történetek, amelyekben a rejtély a legfontosabb. Ebben a tekintetben Gaston Leroux művei és G. K. Chesterton Brown atya történetei voltak rá hatással. Mestere volt az úgynevezett zárt szobás rejtélyeknek, amelyekben a detektív látszólag lehetetlen bűntényeket old meg. A Dr. Fell-rejtély Az üreges ember (The Hollow Man, 1935), amelyet általában Carr remekművének tartanak, 1981-ben egy 17 krimiíróból és kritikusból álló testület minden idők legjobb zárt szobás krimijének választotta. Számos történelmi krimit is írt.
Wooda Nicholas Carr pennsylvaniai amerikai kongresszusi képviselő fia, 1925-ben a pottstowni The Hill Schoolban, 1929-ben pedig a Haverford College-ban érettségizett. Az 1930-as évek elején Angliába költözött, ahol feleségül vette Clarice Cleaves angol nőt. Ott kezdte krimiírói karrierjét, majd 1948-ban nemzetközileg ismert íróként tért vissza az Egyesült Államokba.
1950-ben Sir Arthur Conan Doyle-ról írt életrajzáért Carr megkapta a Mystery Writers of America két különleges Edgar-díja közül az elsőt; a másodikat 1970-ben adták át, 40 éves krimiírói pályafutásának elismeréseként. Az MWA Nagymester-díját is megkapta 1963-ban. Carr egyike volt annak a két amerikainak, akiket valaha felvettek a brit detektívklubba.
1963 kora tavaszán, amikor a New York-i Mamaroneckben élt, Carr agyvérzést kapott, amely megbénította a bal oldalát. Az írást továbbra is fél kézzel folytatta, és több éven át rendszeresen írt krimi- és detektívkönyvekről szóló rovatot "The Jury Box" címmel az Ellery Queen's Mystery Magazine-ba. Carr végül a dél-karolinai Greenville-be költözött, és ott halt meg tüdőrákban 1977. február 28-án.

## Dr. Fell és Sir Henry Merrivale
Carr két fő detektívfigurája, Dr. Fell és Sir Henry Merrivale felületesen nagyon hasonlít egymásra. Mindketten nagydarab, felsőosztálybeli, excentrikus angolok, valahol a középkorúak és az idősek között. Dr. Fell, aki kövér és csak két bot segítségével jár, egyértelműen G. K. Chesterton brit íróról mintázott, és mindenkor civilizált és zseniális. Hatalmas, rendezetlen hajtömege van, amelyet gyakran "lapátkalap" takar, és általában köpenyt visel. Egy szerény házikóban él, és nincs semmilyen hivatalos kapcsolata a hatóságokkal.
Henry Merrivale vagy "H.M.", másrészről, bár zömök és fenséges "testülettel" rendelkezik, fizikailag aktív, és rosszkedvűsége és hangos dühkitörései miatt rettegnek tőle. Egy 1949-es regényében, az A Graveyard to Let (Egy temetőre hagyni) címűben például nem várt tehetségről tesz tanúbizonyságot, amikor valószínűtlen távolságokra üti a baseball-labdákat. Anglia "legrégebbi báróságának" gazdag leszármazottja, az establishment része (bár gyakran szitkozódik ellene), és a korábbi regényekben a brit titkosszolgálat igazgatója. A The Plague Court Murders című regényben azt állítják róla, hogy ügyvédi és orvosi képesítéssel is rendelkezik. A kopasz, szemüveges és mogorva H. M. már a legkorábbi könyvekben is egyértelműen churchill-i figura, és a későbbi regényekben ez a hasonlóság valamivel tudatosabban idéződik fel. A Carter Dickson melléknevet használó Merrivale-regények közül több is Carr legjobb művei közé tartozik, köztük a sokat dicsért The Judas Window (1938).
A Fell-regények közül sokban két vagy több különböző lehetetlen bűntény is szerepel, például a He Who Whispers (1946) és a The Case of the Constant Suicides (1941). A The Crooked Hinge (1938) című regényben egy lehetetlennek tűnő torokmetszés, boszorkányság, a Titanic hajó túlélője, egy Wolfgang von Kempelen sakkjátékosáról mintázott hátborzongató automata és egy, a Tichborne Claimant esetéhez hasonló eset ötvöződik a detektívregény egyik legnagyobb klasszikusaként gyakran emlegetett regényben. De még Carr életrajzírója, Douglas G. Greene is megjegyzi, hogy a magyarázat, mint Carr sok más könyvében, komolyan feszegeti a hihetőséget és az olvasó hiszékenységét.
Dr. Fell saját értekezését a zárt szobás rejtélyekről a The Hollow Man 17. fejezetében a kritika elismerően emlegeti, és néha önálló esszéként is kinyomtatják.

## Egyéb munkák
Dr. Fell és Sir Henry Merrivale mellett Carr krimijeiben két másik sorozatbeli detektív is szerepel: Henri Bencolin és March ezredes.
Néhány regényében nem szerepel sorozatnyomozó. Ezek közül a leghíresebb, a The Burning Court (Égő udvar, 1937) boszorkánysággal, mérgezéssel és egy Philadelphia külvárosában lévő lezárt kriptából eltűnő holttesttel foglalkozik; ez volt az alapja a La chambre ardente (1962) című francia filmnek.
Carr a novella formátumban is írt. Julian Symons a Bloody Murder: From the Detective Story to the Crime Novel: A History (1972) című könyvében a következőket írta: "Carr legtöbb története a zárt szobás regényeinek tömörített változata, és időnként a tömörítés előnyére válik. Valószínűleg a legjobbak közülük a Carter Dickson-könyvben, The Department of Queer Complaintsben (1940) találhatók, bár ebben nincs benne a ragyogóan okos H.M.-történet, The House in Goblin Wood , vagy egy sikeres pasztics, amely Edgar Allan Poe-t detektívként mutatja be.".
1950 folyamán Carr megírta a The Bride of Newgate című regényt, amely 1815-ben, a napóleoni háborúk végén játszódik, "az egyik legkorábbi történelmi krimi." A The Devil in Velvet és a Fire, Burn! az a két történelmi (időutazást is tartalmazó) regény, amellyel saját bevallása szerint a legjobban elégedett volt. Adrian Conan Doyle-lal, Arthur Conan Doyle legfiatalabb fiával Carr Sherlock Holmes-történeteket írt, amelyek az 1954-es The Exploits of Sherlock Holmes című gyűjteményben jelentek meg. Sir Arthur Conan Doyle hagyatéka is megtisztelte azzal, hogy felkérte a legendás szerző életrajzának megírására. A The Life of Sir Arthur Conan Doyle című könyv 1949 folyamán jelent meg, és általában kedvező kritikákat kapott lendületességéért és szórakoztató stílusáért.

## Kritikai értékelés
Dr. Fell-t általában Carr fő alkotásának tekintik. Kingsley Amis brit regényíró például azt írja "My Favorite Sleuths" (Kedvenc nyomozóim) című esszéjében, hogy Dr. Fell egyike Sherlock Holmes három nagy utódjának (a másik kettő Brown atya és Nero Wolfe), és hogy H. M. "szerintem egy vén unaloműző". Ez részben azért lehet, mert a második világháború után írt Merrivale-regényekben H. M. gyakran önmaga komikus karikatúrájává vált, különösen a fizikai szerencsétlenségek miatt, amelyekbe minden regényben legalább egyszer belekerült. Bármennyire is humorosnak szánták ezeket az epizódokat, hajlamosak voltak arra is, hogy csökkentsék a karakter misztikumát. Korábban azonban H. M.-t több kritikus is kedvezőbben ítélte meg. Howard Haycraft, a Murder for Pleasure: The Life and Times of the Detective Story című korszakalkotó könyv szerzője 1941-ben azt írta, hogy H.M. vagy "The Old Man" "a jelen író bevallott kedvence a kortárs fiktív detektívek között". 1938-ban R. Philmore brit krimiíró "Inquest on Detective Stories" című cikkében azt írta, hogy Sir Henry "a legszórakoztatóbb detektív". És tovább: "Természetesen H. M. annyira a legjobb detektív, hogy ha egyszer már kitalálta őt, alkotója bármilyen cselekményt megúszhatott".
Van egy könyvnyi kritikai tanulmány S. T. Joshi, John Dickson Carr: A Critical Study (1990) (ISBN 0-87972-477-3) és egy fejezet Carrról Joshi Varieties of Crime Fiction (2019) ISBN 978-1-4794-4546-2 című könyvében.
Carr meghatározó életrajzát Douglas G. Greene írta: John Dickson Carr: The Man Who Explained Miracles (1995) (ISBN 1-883402-47-6). A dél-karolinai Greenville-ben megjelent gyászjelentés alapján Carr állítólag Fenton Carter néven is publikált, de ilyen nevű személytől még nem azonosítottak műveket.

## Rádiójátékok
Carr számos rádióforgatókönyvet is írt, különösen az amerikai Suspense rádió antológiasorozathoz és annak brit megfelelőjéhez, a Valentine Dyall által bemutatott Appointment With Fearhez, valamint számos más drámát a BBC számára, és néhány forgatókönyvet is. Az 1943-ban írt félórás rádiójátékát, a Cabin B-13-at 1948-49-ben a CBS sorozatává bővítették,[6] amelyhez Carr írta mind a 23 forgatókönyvet, néhányat korábbi művekre alapozva vagy Chesterton által használt eszközöket újra bemutatva. Az 1943-as Cabin B-13 című darabból készült az 1953-as Dangerous Crossing című film forgatókönyve is, amelyet Joseph M. Newman rendezett Michael Rennie és Jeanne Crain főszereplésével. Carr a II. világháború alatt sokat dolgozott a BBC rádiónak, ahol krimiket és propagandaszövegeket is írt. Az 1940-es évek végén a Mutual rádió által sugárzott Gyilkosság szakértőkkel című műsorvezetője volt. Más krimiírók műveit mutatta be, akik a hét vendégírói voltak. A műsor a Mutual New York-i WOR főadójáról indult. Számos ilyen műsor ingyenesen meghallgatható vagy letölthető az Internet Archívumban.

## Film és televízió
Carr művei több film alapjául szolgáltak, köztük a The Man with a Cloak (1951) és a Dangerous Crossing (1953). A császár tubákos dobozát (The Emperor's Snuff-Box) That Woman Opposite (1957) címmel filmesítették meg, a La Chambre Ardente (1962) pedig a The Burning Court laza adaptációja volt.
Különböző Carr-történetek szolgáltak televíziós sorozatok epizódjainak alapjául, különösen azokéhoz, amelyek nem tartalmaznak visszatérő szereplőket, mint például a General Motors Presents. 1956 folyamán a Colonel March of Scotland Yard című televíziós sorozat, amelyben Boris Karloff alakította March ezredest, Carr karakterén és történetein alapult, és 26 epizódon keresztül került adásba.

## Publikációk

### John Dickson Carr néven

#### Henri Bencolin rejtélyek
1. It Walks By Night – 1930
2. The Lost Gallows – 1931
3. Castle Skull – 1931
4. The Waxworks Murder – 1932 (US title: The Corpse In The Waxworks)
5. The Four False Weapons]], Being the Return of Bencolin – 1937

#### Dr. Gideon Fell rejtélyek
1. Hag's Nook – 1933
2. The Mad Hatter Mystery – 1933
3. The Eight of Swords – 1934
4. The Blind Barber – 1934
5. Death-Watch – 1935
6. The Hollow Man – 1935 (US title: The Three Coffins)
7. The Arabian Nights Murder – 1936
8. To Wake the Dead – 1938
9. The Crooked Hinge – 1938
10. The Black Spectacles – 1939 (US title: The Problem Of The Green Capsule)
11. The Problem of the Wire Cage – 1939
12. The Man Who Could Not Shudder – 1940
13. The Case of the Constant Suicides – 1941
14. Death Turns the Tables – 1941 (UK title: The Seat of the Scornful, 1942)
15. Till Death Do Us Part – 1944
16. He Who Whispers – 1946
17. The Sleeping Sphinx – 1947
18. Below Suspicion – 1949 (with Patrick Butler)
19. The Dead Man's Knock – 1958
20. In Spite of Thunder – 1960
21. The House at Satan's Elbow – 1965
22. Panic in Box C – 1966
23. Dark of the Moon – 1967

#### Sorozaton kívüli rejtélyek
- Poison in Jest – 1932 (Jeff Marle szerepel a Henri Bencolin sorozatból)
- The Burning Court – 1937
- The Emperor's Snuff-Box – 1942
- The Nine Wrong Answers – 1952
- Patrick Butler for the Defence – 1956 (Patrick Butler szerepel a Dr. Fell regényből Below Suspicion)

#### Történelmi krimik
- The Bride of Newgate – 1950
- The Devil in Velvet – 1951
- Captain Cut-Throat – 1955
- Fire, Burn! – 1957
- Scandal at High Chimneys: A Victorian Melodrama – 1959
- The Witch of the Low Tide: An Edwardian Melodrama – 1961
- The Demoniacs – 1962
- Most Secret (novel) – 1964 (Ez Carr egyik regényének átdolgozása volt, amelyet 1934-ben "Devil Kinsmere" címmel adtak ki "Roger Fairbairn" álnéven)
- Papa La-Bas – 1968
- The Ghost's High Noon – 1970
- Deadly Hall – 1971
- The Hungry Goblin: A Victorian Detective Novel – 1972 (Wilkie Collins is the detective)

#### Novella gyűjtemények
- The Department of Queer Complaints, as Carter Dickson – 1940
- Dr. Fell, Detective, and Other Stories – 1947
- The Third Bullet and Other Stories of Detection – 1954
- The Exploits of Sherlock Holmes, with Adrian Conan Doyle(wd) – 1954 (Sherlock Holmes)
- The Men Who Explained Miracles – 1963
- The Door to Doom and Other Detections – 1980 (rádiójátékokat is tartalmaz)
- The Dead Sleep Lightly – 1983 (radio plays)
- Fell and Foul Play – 1991 (tartalmazza a The Third Bullet teljes változatát és a 'Harem-Scarem' című novellát, amelyek más gyűjteményben nem szerepelnek)
- The Kindling Spark: Early Tales of Mystery, Horror, and Adventure—2022. Apprentice stories edited by Dan Napolitano. Crippen & Landru

#### Színdarabok
- Speak of the Devil – Crippen & Landru, 1994 (8 részes rádiójáték). First publication of Carr's radio script. Written in 1941.
- 13 to the Gallows – Crippen & Landru, 2008. 4 színpadi darab gyűjteménye, amelyet az 1940-es évek elején írt – 2 darabot Carr egyedül, 2 darabot pedig a BBC-s Val Gielgud-val(wd) közösen.

#### Rádiójátékok
- The Island of Coffins – Crippen & Landru, 2020. A Cabin B-13 rádióműsor rádióforgatókönyveinek gyűjteménye, amelyek 1948-1949 között íródtak.
- The Old Time Radio Series "Suspense" 22 darabot tartalmaz Carr-tól, amelyek közül sok nem áll rendelkezésre nyomtatott formában. A rádiójátékok letölthetők erről az oldalról MP3 formátumban: https://archive.org/index.php
- BBC has issued a set of two 90-minute cassettes containing radio versions of The Hollow Man and Till Death us Do Part featuring Donald Sinden(wd) as Dr. Fell (CD-n is).

#### Non-fiction
- Brotherhood of Shadows – 1923. Kiadatlan esszé
- The Murder of Sir Edmund Godfrey(wd) – 1936, egy 1678-as gyilkosság történelmi elemzése
- The Life of Sir Arthur Conan Doyle – 1949, hitelesített életrajz

### Carter Dickson néven

#### Sir Henry Merrivale rejtélyek
1. The Plague Court Murders – 1934
2. The White Priory Murders- 1934
3. The Red Widow Murders – 1935
4. The Unicorn Murders – 1935
5. The Punch and Judy Murders -1936 (UK title: The Magic Lantern Murders)
6. The Ten Teacups – 1937 (US title: The Peacock Feather Murders)
7. The Judas Window – 1938 (alternate US paperback title: The Crossbow Murder)
8. Death in Five Boxes – 1938
9. The Reader is Warned – 1939
10. And So To Murder – 1940
11. Murder in The Submarine Zone – 1940 (US title: Nine – And Death Makes Ten, also published as Murder in the Atlantic)
12. Seeing is Believing – 1941 (alternate UK paperback title: Cross of Murder)
13. The Gilded Man – 1942 (alternate US paperback title: Death and The Gilded Man)
14. She Died A Lady – 1943
15. He Wouldn't Kill Patience – 1944
16. The Curse of the Bronze Lamp – 1945 (UK title: Lord of the Sorcerers, 1946)
17. My Late Wives – 1946
18. The Skeleton in the Clock – 1948
19. A Graveyard To Let – 1949
20. Night at the Mocking Widow – 1950
21. Behind the Crimson Blind – 1952
22. The Cavalier's Cup – 1953

#### Colonel March rejtélyek
- The Department of Queer Complaints (mint Carter Dickson) (nyomozó: Colonel March(wd)) – 1940 (Az 1940-es kötet 7 történetet tartalmaz Colonel Marchról és 4 nem sorozatbeli történetet. A 7 March-történetet a Scotland Yard: Department of Queer Complaints, Dell mapback edition, 1944.)
- Merrivale, March and Murder – 1991 'The Department of Queer (ODD) Complaints' Tartalmazza az összes March ezredes novellát, valamint a The Diamond Pentacle című novellát, amely más gyűjteményben nem szerepel).

Az 1950-es évek elején Boris Karloff játszotta Col. Marchot a Colonel March of Scotland Yard-ban.

#### Non-series mysteries
- The Bowstring Murders – 1933 (Eredetileg Carr Dickson kiadásában jelent meg, de Carr kiadója panaszkodott, hogy a név túlságosan hasonlít Carr valódi nevére, ezért Carter Dicksont tették a helyére.)
- The Third Bullet (John Dickson Carr) – 1937 (novella)
- Drop to His Death (in collaboration with John Rhode(wd)) – 1939 (US title: Fatal Descent)

#### Historical mysteries
- Fear Is the Same – 1956

### Magyarul megjelent
- Levél a padló alatt. Regény (The Corpse In The Waxworks) – Palladis, Budapest, 1942 (1 pengős regények) · Fordította: Pogány Kázmér
- A sorozatos öngyilkosságok esete. Bűnügyi regény (The Case of the Constant Suicides; Gideon Fell 13.) – Európa, Budapest, 1971 · Fordította: Bart István
- Fantom a hajón (Murder in The Submarine Zone) – Rakéta Regényújság, 1973 · Fordította: Zsámboki Mária
- A júdásablak (The Judas Window) – Rakéta Regényújság, 1975 · Fordította: Tandori Dezső
- A London Bridge rejtélye (The Demoniacs) – Magvető, Budapest, 1976 (Albatrosz könyvek) · ISBN 9632703243 · Fordította: Takács Ferenc
- A gyilkos óra (Death-Watch; Gideon Fell 5.) – Magvető, Budapest, 1976 (Albatrosz könyvek) · ISBN 9632703820 · Fordította: Falvay Mihály
- Holtomiglan holtodiglan (Till Death Do us Part) – Rakéta Regényújság, 1976 · ISBN 963-270-768-0 · Fordította: Tandori Dezső
- Gyilkosság a panoptikumban (The Corpse In The Waxworks) – Rakéta Regényújság, 1977 · Fordította:
- A császár burnótszelencéje (The Emperor’s Snuﬀ Box) – Rakéta Regényújság, 1979 · Fordította: Albert Gábor
- A kastély titka. Bűnügyi regény (Scandal at High Chimneys) – Európa, Budapest, 1979 · ISBN 963-07-1814-6 · Fordította: Árokszállásy Zoltán
- A kísértetek háza (The Man Who Could Not Shudder; Gideon Fell 12.) – Rakéta Regényújság, 1979 · Fordította: Honti Katalin
- A halott kopogtat (The Dead Man's Knock; Gideon Fell 19.) – Kolonel, Budapest, 1990 (Mesterdetektív kiskönyvtár) · ISBN 9637910123 · Fordította: Marton Gábor
- A három koporsó (The Three Coffins; Gideon Fell 6.) – Lazi, Szeged, 2007 · ISBN 9789639690875 · Fordította: Rákócza Richárd
- Mutatvány a sötétben (The Black Spectacles; Gideon Fell 10.) – Lazi, Szeged, 2007 · ISBN 9789639690585 · Fordította: Szíjgyártó László
- Az Aranyboszorka (The Crooked Hinge) – Multiverzum, Budapest, 2023 · ISBN 9786156662033 · Fordította: Illés Róbert

## Életrajz
- John Dickson Carr: The Man Who Explained Miracles by Douglas G. Greene(wd), Otto Penzler Books/ Simon & Schuster, 1995. Biography & critical study of his works.

## Fordítás
- Ez a szócikk részben vagy egészben  a   John Dickson Carr című angol Wikipédia-szócikk fordításán alapul.  Az eredeti cikk szerkesztőit annak laptörténete sorolja fel. Ez a jelzés csupán a megfogalmazás eredetét és a szerzői jogokat jelzi, nem szolgál a cikkben szereplő információk forrásmegjelöléseként.